# ティント・ブラス
ティント・ブラス（Tinto Brass、1933年3月26日 - ）は、イタリアの映画監督、脚本家、俳優である。本名ジョヴァンニ・ティント・ブラス（Giovanni Tinto Brass）。ポルノ映画界の巨匠として知られる。

## 人物・来歴
1933年3月26日、ロンバルディア州ミラノに生まれる。祖父は高名な画家・舞台美術家のイタリコ・ブラス、父は弁護士であった。
ヴェネツィアの名門の生まれで、父親の影響で最初法律を学んだが、映画に興味を覚え、パリのシネマテーク・フランセーズに通うようになる。そこでフランソワ・トリュフォーやジャン＝リュック・ゴダール等と知り合いになり、短編映画を撮影し始める。
1958年、25歳のころ、シネマテーク・フランセーズの出資、同館の館長アンリ・ラングロワのプロデュースにより、彫刻家ニコラ・シェフェールとの共同監督で短篇映画『スパシオディナミスム』をフランスで発表、監督としてデビューする。イタリアに戻り、ロベルト・ロッセリーニ監督の『インディア』（1959年）や『ロベレ将軍』（同年）等の助監督をつとめた。
1960年、ヨリス・イヴェンスとタヴィアーニ兄弟のドキュメンタリー映画『イタリアは貧しい国ではない』に脚本・助監督で参加する。1963年、自らのオリジナル脚本による長篇劇映画『働く者は失われている』を初監督する。
1964年、ドキュメンタリー映画『革命の河』を発表して初めてその頭角を現すが、これは世界の動乱の映像を3年の期間を費やして編集した作品である。1970年、第20回ベルリン国際映画祭金熊賞ノミネートされ、『うめき』をコンペティション上映するが、賞は逃した。翌1971年、ヴェネツィア国際映画祭に『休暇』をコンペティション出品し、イタリア映画批評家賞を獲得した。1972年には、第22回ベルリン国際映画祭コンペティションの審査員を務めた。
その後日本では、1974年製作の『ナチ女秘密警察/SEX親衛隊』（現邦題『サロン・キティ』）で注目される。アメリカのペントハウスとの提携でハリウッドに招かれ製作したセンセーショナルな映画『カリギュラ』を1980年に発表、世界中で話題となり、その名が世界に広く知られることとなる。歴史超大作ポルノといわれるこの映画は、豪華キャスト・スタッフにもかかわらず、撮影はトラブル続きだったという。問題のシーンは同誌のオーナーでもあるボブ・グッチョーネが内緒で撮ったと言われている。1983年には谷崎潤一郎の小説『鍵』を映画化した『鍵』を発表した。
その後はイタリアに戻り、コンスタントにエロティック映画を撮り続けている。妻は、ブラスのデビュー作『働く者は失われている』でスクリプターを務めて以来、脚本や助監督等として公私ともにブラスを支えつづけたカルラ・チプリアーニだが、2006年に死別した。カルラとの間に2児がいる。

## おもなフィルモグラフィ
- 『スパシオディナミスム』（共同監督ニコラ・シェフェール、1958年）
- 『イタリアは貧しい国ではない（監督ヨリス・イヴェンス / タヴィアーニ兄弟（1959年） - 脚本・助監督
- 『働く者は失われている』 - Chi lavora è perduto （1963年）
- 『革命の河』 - Ça ira Il fiume della rivolta （1964年）
- 『私は宇宙人を見た』 - Il disco volante （1964年）
- 『SEX白/黒』 - Nerosubianco （1969年）
- 『うめき』 - L'urlo （1970年）
- 『休暇』 - La vacanza （1971年）
- 『サロン・キティ』 - Salon Kitty （1976年）
- 『カリギュラ』 - Caligola （1979年） - ボストンでは禁止
- 『鍵』 - La chiave （1983年）
- 『ミランダ/悪魔の香り』 - Miranda （1985年）
- 『ラブ&パッション/情事の虜たち』（1987年）
- 『スナックバー・ブダペスト』（1988年）
- 『パプリカ』 - Paprika （1989年）
- 『背徳小説 第二章』 - Così fan tutte （1992年） - 原作『コジ・ファン・トゥッテ』
- 『背徳小説』 - L'uomo che guarda （1994年）
- 『郵便屋』 - Fermo posta Tinto Brass  （1995年）
- 『背徳令嬢II』 - Monella （1998年）
- 『イタリアン・ピーチ/不貞操な桃たち』（2000年）
- 『イタリアの女』（2000年）
- 『インモラル日記』 - What a Week-end （2000年）
- 『背徳令嬢』 - Trasgredire （2000年）
- 『ティント・ブラス 秘蜜』 - Senso '45 （2002年）
- 『桃色画報』 - Fallo! （2003年）
- 『ティント・ブラスの白日夢』 - Monamour （2005年）